# Dan žena
Dan žena (originalno "dan delovnih žena") je mednarodni praznik žensk, ki ga v približno 100 državah praznujejo vsako leto 8. marca. Je dan praznovanja ekonomske, politične in socialne enakopravnosti in dosežkov žensk. V začetku so ga praznovali 19. marca, kar je predlagala nemška feministka in socialistka Clara Zetkin, rojena Eissner (1857–1933). Za enakopravnost žensk se je začela bojevati leta 1889, medtem ko je pobudo za dan, posvečen vsem ženskam, dala na Drugi mednarodni konferenci socialističnih žensk leta 1910. Prvič so ga praznovali leta 1913 v Avstriji, Nemčiji, Švici in na Danskem, takrat še na 19. marec. Tudi v Sloveniji so ga praznovali v Trbovljah. V državah sovjetskega bloka se je Dan delovnih žena v komunizmu praznoval 8. marca in je vedno imel velik pomen. V zadnjih desetletjih se tudi v drugih državah uveljavlja praznovanje na 8. in ne več 19. marca.
Mednarodni dan žensk se 8. marca praznuje od leta 1917, saj so se na ta dan začeli protesti v Petrogradu (danes Sankt Peterburg), iz katerih je nastala komunistična oktobrska revolucija.

## Dan žena v Sloveniji
Tudi v Sloveniji so potekali boji za enakopravnost žensk, tako je že leta 1897 začel izhajati ženski časnik Slovenka, medtem ko je bilo prvo žensko društvo ustanovljeno leto kasneje. Pomembna je letnica 1906, ko je Marija Urbas kot prva Slovenka doktorirala, in sicer iz filozofije na graški univerzi. Po prvi svetovni vojni so se vse tri politične sile (liberalna, katoliška in socialdemokratska) zavzele za sprejem ženske volilne pravice. Leta 1921 Beograd odpravi splošno volilno pravico. 
Ženske dokončno dobijo volilno pravico in s tem pričetek enakopravnosti leta 1945, ko je uzakonjena splošna volilna pravica. Leta 1974 je bilo zapisano v ustavo SFRJ določilo, da ima vsaka ženska svobodno odločanje o rojstvu otrok, tri leta kasneje pa je bila uzakonjena še pravica vsake ženske do umetne prekinitve nosečnosti iz drugih, ne le zaradi zdravstvenih razlogov. Leta 1989 je začel delovati prvi telefon v sili za pomoč ženskam in otrokom, ki so postali žrtev nasilja.